# Palazzo delle Poste (Catania)
Il Palazzo delle Poste di Catania è un edificio pubblico. La facciata d'ingresso è posta ad angolo in via Etnea ed è adiacente al principale cancello d'entrata della Villa Bellini.

## Il palazzo
Fu progettato nel 1919 dall'architetto Francesco Fichera e ultimato il 28 ottobre 1929. Venne inaugurato dal re Vittorio Emanuele III il 4 maggio del 1930. Il palazzo occupa un intero isolato. La planimetria inverte lo schema distributivo abituale utilizzato per gli uffici postali (con gli spazi per il pubblico al centro e gli uffici nelle parti periferiche). Nel nuovo schema utilizzato per l'edificio catanese gli spazi riservati al pubblico si trovano nell'anello esterno mentre l'anello interno è occupato dagli uffici di smistamento che si affacciano sulla corte, il punto di arrivo e di partenza del materiale postale. Il piano rialzato è occupato dagli sportelli per il pubblico che si sviluppano per oltre 1.000 m² lungo il perimetro dell'edificio come delle gallerie illuminate da grandi finestroni, mentre i due piani superiori sono occupati dagli uffici.
Il suo prospetto è molto movimentato con l'inserimento di pietre di colori diversi. Fra esse spicca la pietra lavica e la pietra bianca di Ispica.